# Leśna-Stara Wieś
Leśna-Stara Wieś – wieś w Polsce, położona w województwie świętokrzyskim, w powiecie kieleckim, w gminie Bodzentyn. 
W latach 1975–1998 miejscowość należała administracyjnie do województwa kieleckiego.
Przez wieś przebiega droga wojewódzka nr 751.

## Integralne części wsi
| SIMC    | Nazwa   | Rodzaj     |
| ------- | ------- | ---------- |
| 0230183 | Chrusty | przysiółek |

## Historia
Historia wsi sięga XIV wieku w dokumentach występuje jako „Lesczna”. Wieś w powiecie kieleckim. Własność biskupów krakowskich. W 1322 r. wójtostwo otrzymuje drogą sukcesji Helbrand, zięć Viricusa. W 1390 r. Pechna, córka Krzesława z Końskich, sprzedaje wójtostwo w Tarczku i sołtystwo w Leśnej Janowi biskupowi krakowskiemu za 130 grzywien (Kodeks katedry krakowskiej t.II. s.153).